# Improta (famiglia)

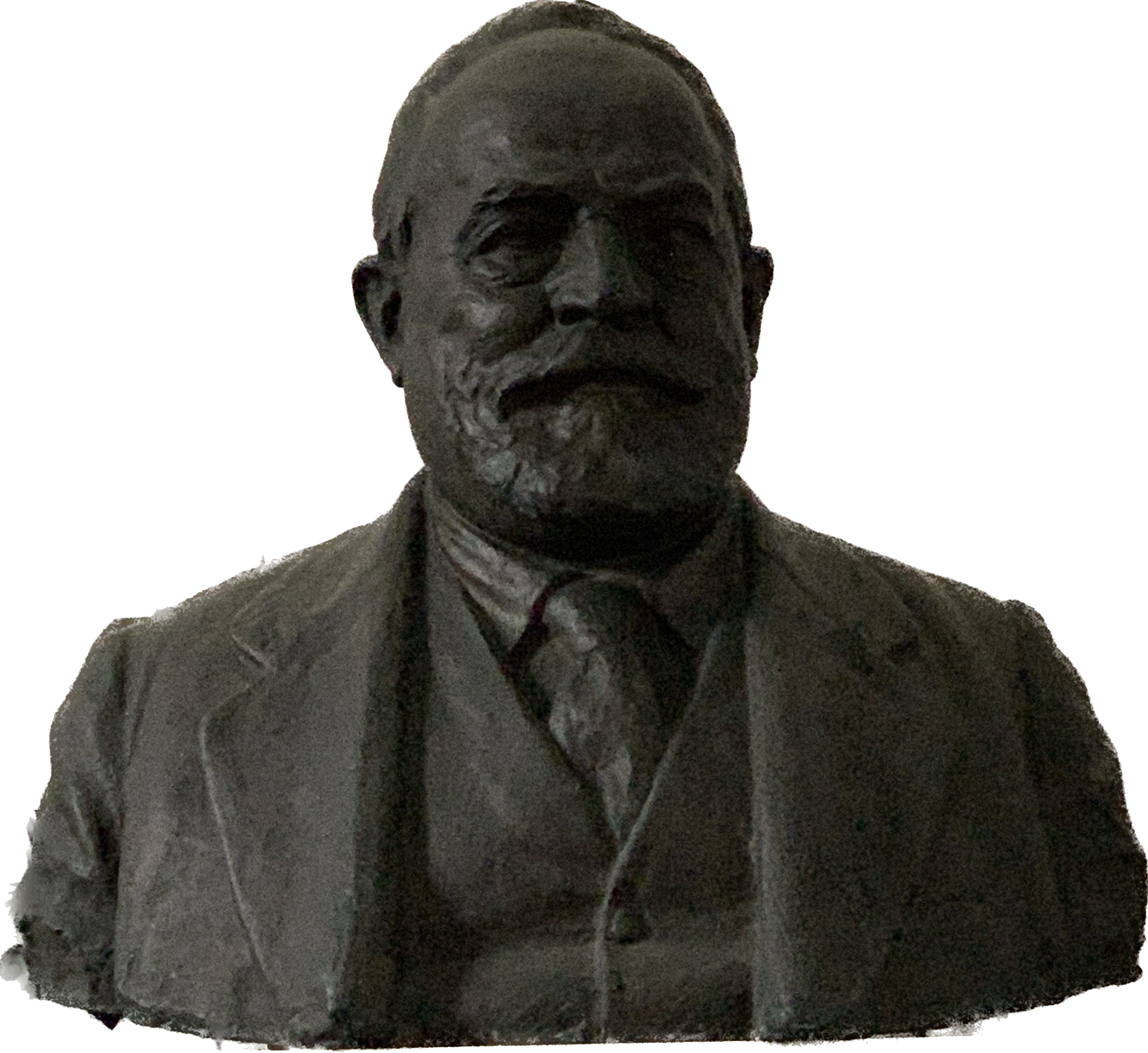
Il comm. Vincenzo Improta, fondatore dei pastifici Improta

Gli Improta sono una famiglia imprenditoriale italiana, proprietaria della maggiore industria molitoria del Mezzogiorno nella prima metà del XX secolo, all’epoca tra le più grandi produttrici di pasta in Italia.

## Storia

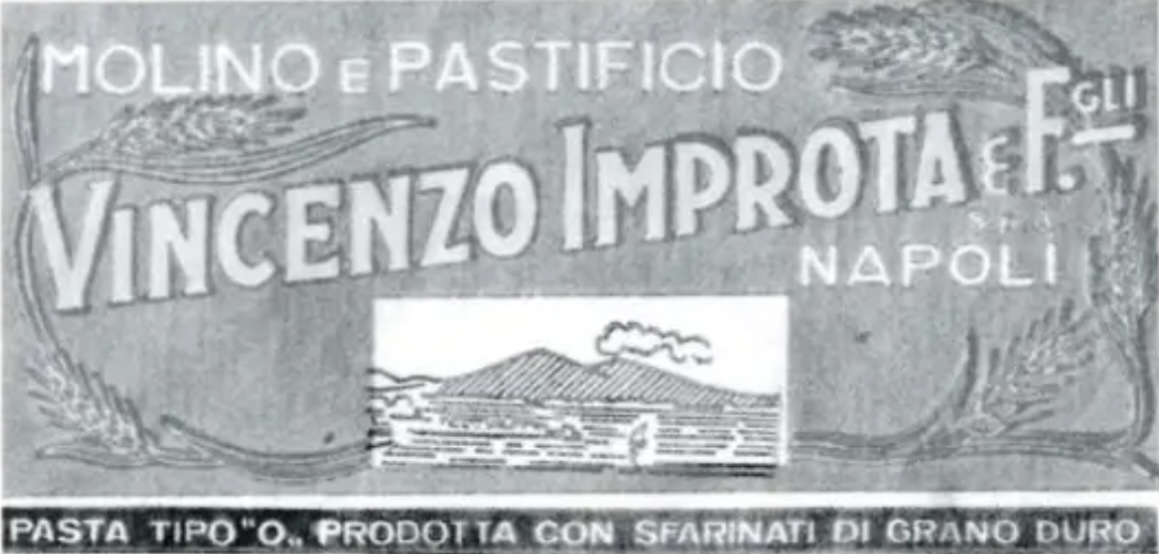
Marchio della pasta Improta

Originaria di Portici, la famiglia fu attiva, soprattutto, nel commercio di crusca e carrube con notevole successo economico. Dal 1883, per volere di Ciro, si cimentò altresì nella produzione di vetture, che comparvero per la prima volta sulla piazza porticese nel medesimo anno. 
Principale artefice della fortuna degli Improta in ambito industriale fu il comm. Vincenzo, il quale fu banchiere ed imprenditore. Vincenzo fondò nel 1890 a Secondigliano, allora florido comune, la ditta IMPROTA VINCENZO & Figli, industria deputata alla produzione di paste alimentari e farina, alla cui direzione successero due dei suoi sei figli: Pasquale, politico  e avvocato, nonché presidente dell'Associazione Nazionale Industriali Mugnai e Pastai, insignito dell’’onorificenza di Cavaliere del Lavoro, e Gaetano, industriale nominato Grande Ufficiale.
Negli anni'20 del Novecento l'impresa crebbe in modo esponenziale in termini sia di forza lavoro sia di utile sia di produzione, divenendo la maggiore produttrice di pasta dell'Italia meridionale. Nel 1931, altri tre fratelli quali Francesco, Gennaro e Damiano aprirono un'ulteriore stabilimento, in Sant’Antimo specializzato anche nella produzione di semole, nuovo mercato per il Gruppo Improta. La famiglia, successivamente, avviò un nuovo pastificio e molino in Giugliano, sotto la guida dell’on. Pasquale. Distrutto dai bombardamenti del secondo conflitto mondiale, quest'ultimo fu ricostruito nel 1948 con i più moderni criteri tecnici.
Il comm. Ciro, fratello primogenito, cui fu imposto il nome del nonno, morì invece prematuramente di influenza spagnola nel 1918, dopo aver rivestito la carica di consigliere provinciale di Napoli. A lui fu intitolata una via della città.
Il gr. uff. Antonio, nipote di Vincenzo, subentrò al padre, Gaetano, nella gestione dell'azienda e proseguì altresì l'attività bancaria intrapresa dal nonno Vincenzo e dallo zio Gennaro, divenendo presidente della BPS, una delle più antiche banche popolari in Italia, fondata nel 1883. Sotto la sua presidenza avvenne la fusione con la Banca di Credito Popolare nel 1971.
Nel corso del XX secolo furono, inoltre, contratti dalla famiglia significativi vincoli di parentela, tra i quali si annoverano quelli con i Lauro, i conti di Nocera, Mazzoleni, i marchesi Pisani Massamormile, i nobili de Miranda, i d’Angelo, i maggiori costruttori nel Risanamento, e gli industriali della pasta Barbato e Di Nola.
Discendente diretto della famiglia è altresì il regista dott. Ildebrando Improta, detto Brando, nato dall'unione con la famiglia Mazzoleni.

## Toponomastica
Sono intitolate alla famiglia in Napoli la via Ciro Improta e la via Improta, un tempo suo possedimento.

## Architetture
- Villa Improta, oggi denominata “Savonarola”, ubicata in Portici, sul corso Garibaldi n.200, nel Miglio d’Oro.Villa Improta

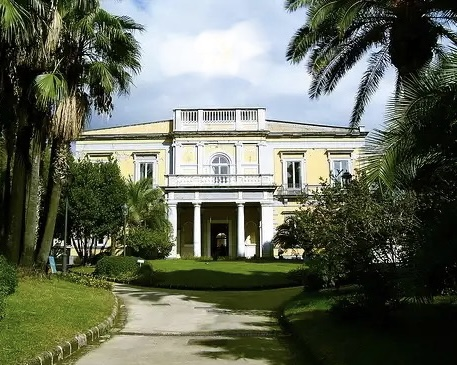
Villa Improta

- Palazzo Improta, sito in via Francesco de Pinedo n.65, a Napoli.Palazzo Improta

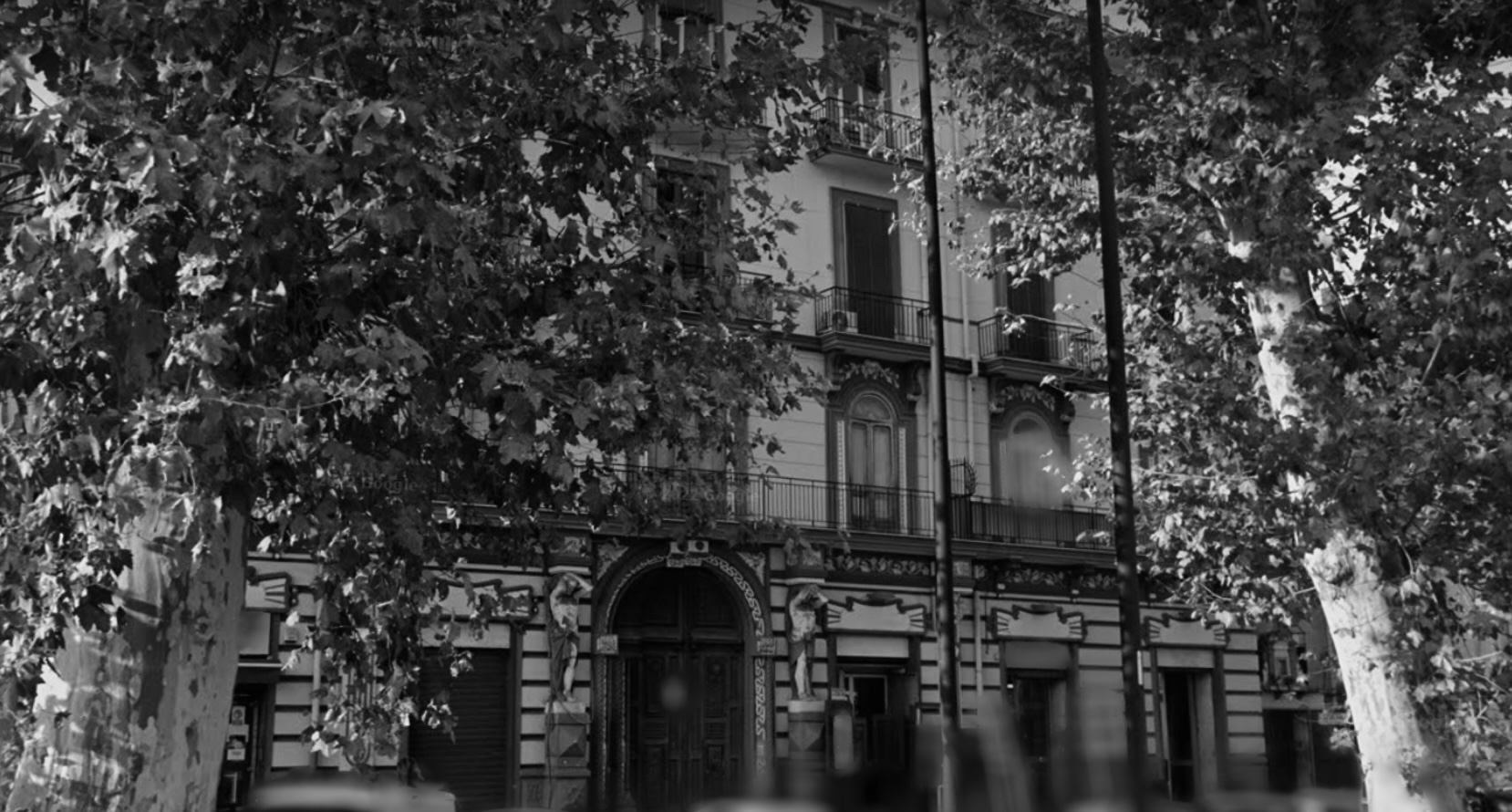
Palazzo Improta

- Palazzina Improta in via Manzoni n.152, a Napoli.
- Cappella gentilizia Improta, sita nel cimitero partenopeo di Secondigliano.

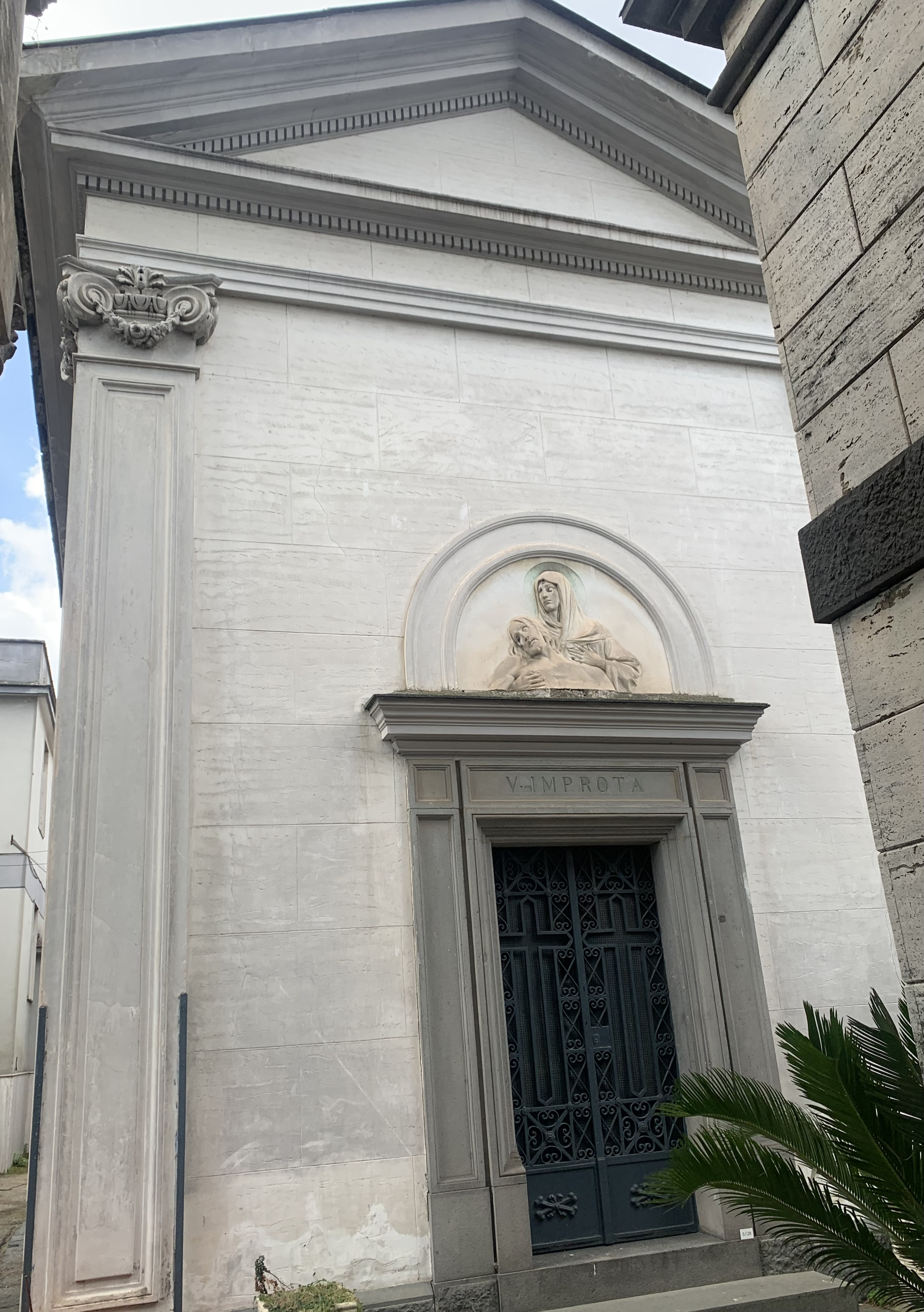
Cappella Improta